# Droga wojewódzka nr 532
Droga wojewódzka nr 532 (DW532) – droga wojewódzka w północnej Polsce w województwie pomorskim przebiegająca przez teren powiatu kwidzyńskiego. Droga ma długość 21 km. Łączy Kwidzyn z miejscowością Gardeja.

## Przebieg drogi
Droga rozpoczyna się w Kwidzynie, gdzie odchodzi od drogi wojewódzkiej nr 588. Następnie kieruje się w stronę południową i po 21 km dociera do miejscowości Gardeja, gdzie dołącza się do drogi krajowej nr 55.

## Miejscowości leżące przy trasie DW532
- Kwidzyn
- Białki
- Sadlinki
- Karpiny
- Gardeja